# Кошта, Логан
Ло́ган Э́ванс Ко́шта (порт. Logan Evans Costa; 1 апреля 2001, Сен-Дени) — французский и кабо-вердинский футболист, защитник клуба «Вильярреал» и сборной Кабо-Верде.

## Биография

### Клубная карьера
Родился во Франции в семье кабо-вердийского происхождения. Воспитанник клуба «Реймс». На взрослом уровне начинал играть за фарм-клуб «Реймса» в четвёртом дивизионе. В сезоне 2020/21 выступал в аренде в клубе третьего дивизиона «Ле-Ман».
В августе 2021 года подписал контракт с клубом Лиги 2 «Тулуза», за который сыграл только 3 матча, но вместе с командой стал победителем лиги. В высшей лиге Франции дебютировал 31 августа 2022 года, отыграв второй тайм в матче 5-го тура против «Пари Сен-Жермен».

### Карьера в сборной
В 2017 году сыграл несколько матчей за юношескую сборную Франции, в том числе один матч против Казахстана в рамках квалификации чемпионата Европы 2018 (до 17 лет).
В марте 2022 года дебютировал за сборную Кабо-Верде, сыграв в двух товарищеских матчах против Гваделупы и Сан-Марино.
Был включён в состав сборной на Кубок африканских наций 2023.

## Достижения
«Тулуза»
- Обладатель Кубка Франции: 2022/23
- Победитель Лиги 2: 2021/22